# 倪燦
倪燦（1626年—1687年），字闇公，號雁園，南直隸應天府上元縣（今江蘇省南京市）人，明清之際政治人物、文學家。

## 生平
康熙十六年（1677年），鄉試中舉。康熙十八年（1679年），登博學鴻儒，授翰林院檢討，參與修撰《明史》藝文志序，其書法詩格秀出一時，存有《雁園集》。